# Стоп Сорос
Стоп Сорос — одобренный парламентом Венгрии пакет законопроектов, направленный на борьбу с миграцией.
Эти законы и сопровождавшая их информационная кампания послужили причиной для критики Венгрии на уровне ЕС и Совета Европы, со стороны части международных СМИ и собственной оппозиции. Новые нормы делают организацию миграции и помощь мигрантам уголовными преступлениями по законам страны. Согласно Reuters, данные законы бросают вызов практикам ЕС и правозащитных групп, сужая поле их деятельности.
Премьер-министр Венгрии Виктор Орбан ранее отказался присоединиться к миграционным квотам ЕС, назвал мигрантов захватчиками и раскритиковал возможность появления в стране большого количества мусульман.
Выбор Джорджа Сороса «лицом» кампании против присоединения Венгрии к миграционным практикам ЕС был вызван как его венгерским происхождением, так и тем, что власти считали его фонд примером и проводником таких практик. Методы борьбы с нежелательными организациями, применяемые властями Венгрии, видятся некоторым СМИ подобными российским.
Еще до принятия законопроектов, в ООН призвали Венгрию отозвать их, что, однако, не было сделано.